# Dinictis
A Dinictis az emlősök (Mammalia) osztályának ragadozók (Carnivora) rendjébe, ezen belül a fosszilis ál-kardfogú macskák (Nimravidae) családjába tartozó nem.

## Tudnivalók
A Dinictis-fajok 37,2-20,4 millió évvel éltek ezelőtt, a késő eocén korszaktól a kora miocén korszakig. Az emlősnem fajai Észak-Amerika endemikus élőlényei voltak, és körülbelül 16,8 millió évig maradtak fent. Mint az oligocén primitív macskaszerű ragadozója, már az igazi Carnivorák közé tartozott. Bár a kardfogú tigrisekkel is mutatott rokonságot, azonban koponyaalkata alapján mégis a macskaalkatúak közé soroljuk. Felső szemfogai a tipikus macskaalkatúakénál nagyobbakra nőttek, de nem érték el a kardfogúaknál megfigyelt szélsőséges méretet. Megjegyzendő azonban, hogy alsó állkapcsán a felső szemfogakkal szemben bemélyedés található, ami viszont a kardfogúak sajátja.

## Rendszertani besorolása
A Dinictis nevet Joseph Leidy adta 1854-ben. A Dinictis típusfaja a Dinictis felina. 1854-ben Leidy az ál-kardfogú macskák családjába helyezte a nemet. 1982-ben Flynn és Galiano a családon belül, a Nimravinae alcsaládba sorlta a nemet; 1991-ben Bryant és 1998-ban Martin megerősítette a Dinictis idetartozását.

## Rendszerezésük
A nembe az alábbi fajok tartoznak:
- Dinictis cyclops Cope, 1879
- Dinictis felina Leidy, 1854 – típusfaj
- Dinictis priseus
- Dinictis squalidens Cope, 1873

## Megjelenésük

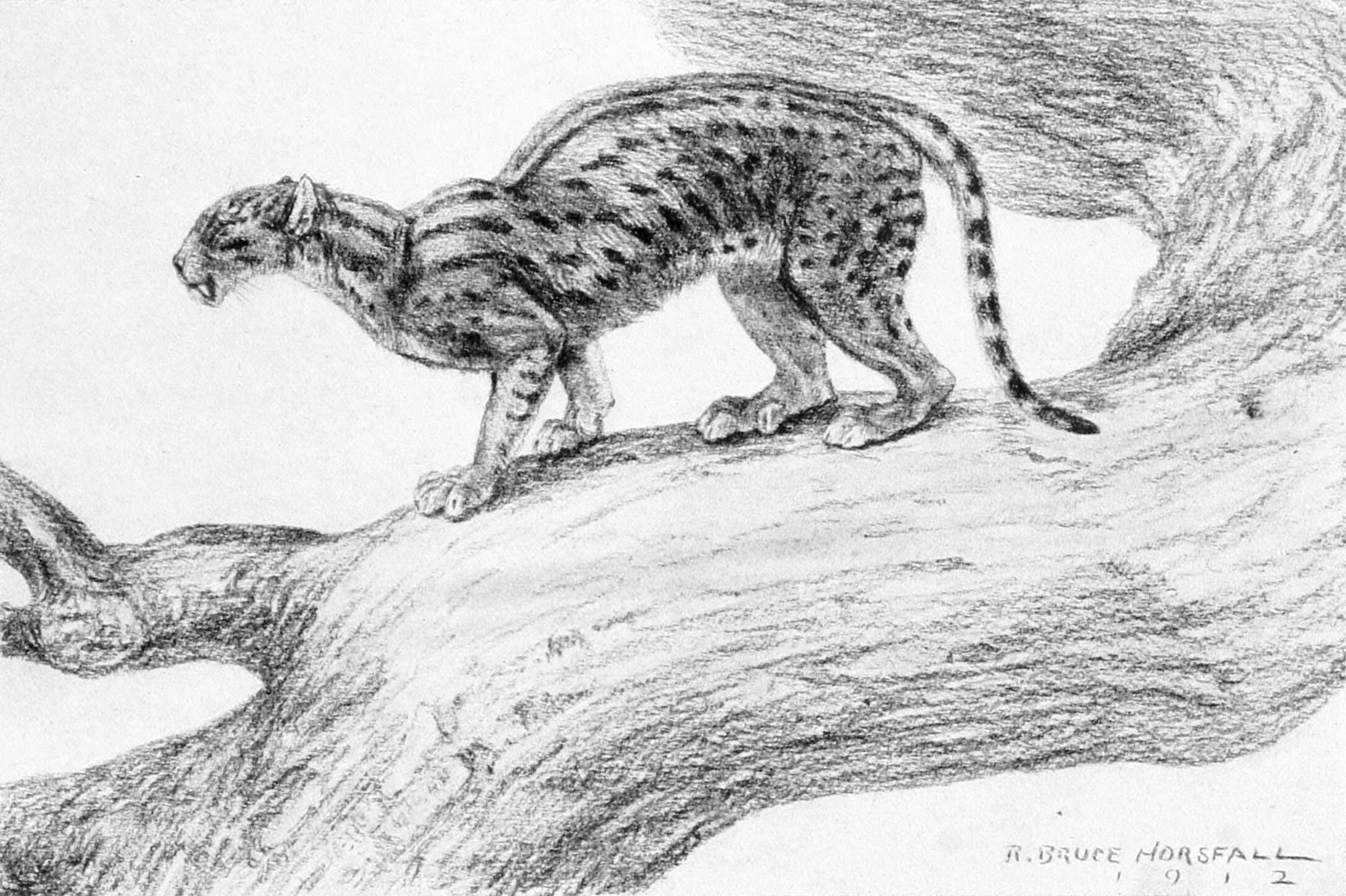
Rajz a Dinictisről

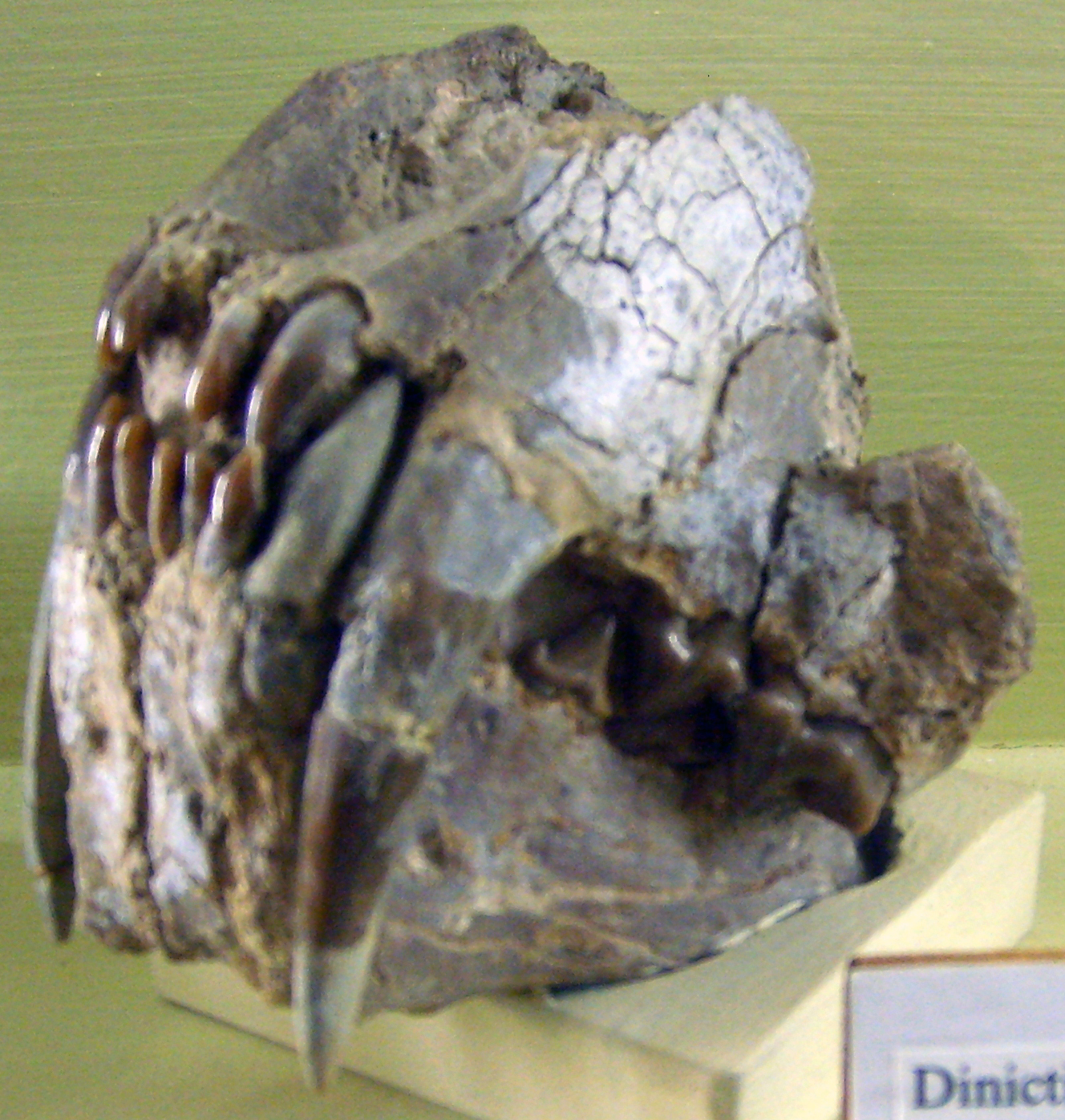
A Dinictis felina koponyája szemből a berlini Természetrajzi Múzeumban (Museum für Naturkunde)

Az állatok teste vékony, körülbelül 110 centiméter hosszú volt marmagasságuk a 0,6 métert érte el. Lábuknak hossza 20 centiméter volt, mancsukon a karmok nem voltak teljesen visszahúzhatók. A rövid végtagok öt ujjban végződött. Hosszú farokkal rendelkeztek. A Dinictis-fajok igen hasonlítottak a Hoplophoneus-okra. Koponya alakjuk inkább a macskaformákéra, mint a kardfogú macskaformákéra hasonlít. Összehasonlítva a legutóbbi kardfogú macskaformákkal, a Dinictis-eknek jóval kisebb szemfogaik voltak, de azért kissé kilátszottak a szájból. Az alsó állkapcson, ahol a szemfogak ültek pihenés közben, a bőrből tokszerű képződmény alakult ki.
A modern macskaféléktől eltérően, amelyek ujjaikon járnak, a Dinictis-ek az egész talpfelületüket használták. A Dinictis-fajok hasonlíthattak a mai leopárdra, és lehet, hogy hasonló életmódot folytattak. Mivel szemfogaik még nem fejlődtek hatalmas méretűre, a zsákmányt jobban fel tudták darabolni, emiatt arra vadászott ami éppen eléje került (a nagyobb szemfogú nemeknél, a „kardfog” zavarta a rágást). Habár kisebb szemfogakkal rendelkeztek, a Dinictis-fajok élőhelyüknek erőteljes uralkodói voltak.

## Ökológia
A Dinictis-ek az Amerikai Egyesült Államok és Kanada területén éltek. Lehet, hogy egy paleocén kori Miacida-szerű állatból fejlődtek ki. Maradványaikat a kanadai Saskatchewan tartományban és az USA-beli Dél-Dakota, Észak-Dakota, Colorado, Montana, Nebraska, Oregon és Wyoming államokban fedezték fel.